# Chamaelimnas joviana
Chamaelimnas joviana är en fjärilsart som beskrevs av William Schaus 1902. Chamaelimnas joviana ingår i släktet Chamaelimnas och familjen Riodinidae. Inga underarter finns listade i Catalogue of Life.